# مايهولا للاستثمارات
مايهولا للاستثمارات هي كيان استثماري تم تأسيسه بموجب قوانين دولة قطر ، ويقع مقره في الدوحة ، قطر .
مايهولا هو صندوق استثماري قطري يركز على الاستثمارات المحلية والعالمية. يقع مقرها في الطابق 36 في برج تورنادو ، الخليج الغربي .

## استثمارات
استثمرت المجموعة في بيوت الأزياء ، بما في ذلك الملكية الكاملة لـ بال زيليري،  بالمان ،  و مجموعة فالنتينو للأزياء .

## روابط خارجية
- الصفحة الرسمية